# 1984年サラエボオリンピックのユーゴスラビア選手団
1984年サラエボオリンピックのユーゴスラビア選手団（1984ねんサラエボオリンピックのユーゴスラビアせんしゅだん）は、1984年2月8日から2月19日までユーゴスラビア（現・ボスニア・ヘルツェゴビナ）のサラエボで開催された1984年サラエボオリンピックのユーゴスラビア選手団、およびその競技結果。

## 概要
今大会は開催国として迎え、銀メダル1個を獲得した。
アルペンスキー男子回転で、ユーレ・フランコが冬季オリンピックユーゴスラビア勢初メダルとなる銀メダルを獲得した。

## メダル
| メダル | 選手名           | 競技           | 種目       |
| ------ | ---------------- | -------------- | ---------- |
| 銀     | ユーレ・フランコ | アルペンスキー | 男子大回転 |